# Gemmula lordhoweensis
Gemmula lordhoweensis là một loài ốc biển, là động vật thân mềm chân bụng sống ở biển trong họ Turridae.